# Aulhat-Flat
Aulhat-Flat es una comuna nueva francesa situada en el departamento de Puy-de-Dôme, de la región de Auvernia-Ródano-Alpes.

## Historia
Fue creada el 1 de enero de 2016, en aplicación de una resolución del prefecto de Puy-de-Dôme del 18 de noviembre de 2015 con la unión de las comunas de Aulhat-Saint-Privat y Flat, pasando a estar el ayuntamiento en la antigua comuna de Flat.

## Demografía
| Gráfica de evolución demográfica de Aulhat-Flat entre 1800 y 2012 |
|                                                                   |

Los datos entre 1800 y 2012 son el resultado de sumar los parciales de las dos comunas que forman la nueva comuna de Aulhat-Flat, cuyos datos se han cogido de 1800 a 1999 (o a 2006 según corresponda), para las comunas de Aulhat-Saint-Privat y Flat de la página francesa EHESS/Cassini. Los demás datos se han cogido de la página del INSEE.

## Composición
| Comuna delegada     | Código INSEE | Población (2013) | Superficie (km²) | Densidad (hab./km²) |
| ------------------- | ------------ | ---------------- | ---------------- | ------------------- |
| Aulhat-Saint-Privat | 63018        | 406              | 8.56             | 47                  |
| Flat                | 63160        | 497              | 4.22             | 118                 |